# A Dűne homokférgei
A Dűne homokférgei A Dűne sorozat 8. kötete. 2008-ban jelent meg magyar nyelven.

## Tartalma
A Sokarcú ellenség előrenyomulását egyetlen erő sem tudja feltartoztatni. A Bene Gesserit rend igyekszik útját állni az ellenségnek, de vajmi kevés esélye van a rendnek a győzelemre.
A káptalanházról elszökött néhány nővér, akik új hazát keresnek maguknak. Menet közben néhány történelmi hőst feltámasztanak hogy segítségükre legyenek.
Végül felbukkan egy váratlan segítő, aki az űrhajókat irányító navigátorokat beveti a Sokarcú ellenség ellen. A végső csatában Duncan Idaho és az ellenséget irányító Erasmus eggyé olvad.

## Magyar nyelvű kiadás
- Brian Herbert–Kevin J. Anderson: A Dűne homokférgei; Frank Herbert alapján, ford. Galamb Zoltán; Szukits, Szeged, 2008